# Čavle
Čavle (italienska: Zaule di Liburni) är en kommun och ort i Kroatien. Kommunen har 7 220 invånare (2011) varav 1 248 bor i centralorten. Čavle ligger i Primorje-Gorski kotars län, öster om Rijeka i nordvästra Kroatien.

## Orter i kommunen
Čavle utgör huvudorten i kommunen med samma namn. I kommunen finns förutom Čavle följande nio samhällen: Buzdohanj, Cernik, Grobnik, Ilovik, Mavrinci, Podčudnič, Podrvanj, Sobolj och Zastenice.

## Kommunikationer
Vid Čavle finns anslutningsväg till motorvägen A6 som i västlig riktning leder mot Rijeka och Kvarnerviken och i östlig riktning, via A1, till huvudstaden Zagreb.